# Roger Vekemans
Roger Vekemans (Molenbeek-Saint-Jean, 12 de diciembre de 1921 - Santiago de Chile, 23 de octubre de 2007) fue un jesuita belga, más conocido por sus actividades en América Latina como figura clave en la Iglesia católica latinoamericana durante las décadas de 1960 y 1990.

## Curso de la vida
Vekemans nació en una familia socialista de Bruselas.
Después de terminar un curso de humanidades en el colegio Sint-Pieterscollege de Jette, curso el cual terminó como primus (retórica 1939), Vekemans ingresó al seminario de Malinas y siguió dos años de filosofía y un año de teología.
El 7 de septiembre de 1942 ingresó a los jesuitas en Drongen. Después del noviciado, también estudió filosofía en Turnhout, Namur y Godinne en donde obtuvo un título en esta disciplina. Entre 1945 y 1946 fue profesor de clase de 3er latín francófono en Sint-Jan Berchmanscollege.
En 1946 comenzó a estudiar ciencias políticas y sociales en la Katholieke Universiteit Leuven y recibió una gran distinción en el primer año.
De 1947 a 1951 realizó más estudios teológicos y el 24 de agosto de 1949 fue ordenado sacerdote por el obispo de Gante Karel Justinus Calewaert. Durante ese tiempo, formó parte de un equipo que realizó visitas domiciliarias en el barrio de clase trabajadora de Bastinstraat en Lovaina para ayudar a las familias de gente mayor, desempleados o ricos que tuvieran niños, para así intentar defender sus derechos e intereses.
Entre 1951 y 1952 hizo su último año de prueba en Münster, Westfalia. Continuó sus estudios en ciencias políticas y sociales en la Universidad Radboud de Nimega en la cual se le otorgó un doctorado.
En 1956 se fue al extranjero y, visitando escasamente a su país de origen ya que se quedaría fuera de Bélgica permanentemente.
A través de sus superiores destinados al apostolado social, realizó pasantías y tomó clases de 1954 a 1956 en el centro Action Speciale en París, en Madrid y en la Pontificia Universidad Gregoriana en Roma.

## Vida en Chile
A mediados de los años cincuenta, el provincial de los jesuitas en Chile se acercó al superior general Jean-Baptiste Janssens con una solicitud para enviar a otros europeos al turbulento Chile. Janssens conocía a Vekemans personalmente y decidió entregarlo a Chile. Con su amplio conocimiento del idioma (siete idiomas con fluidez), su profundo conocimiento del marxismo y su conocido talento organizativo, parecía un hombre adecuado. Se fue a Chile a fines de 1956 y se mudó al Colegio Roberto Bellarmino en Santiago, donde encontró algunos compatriotas: Josse van der Rest y Hubert Daubechies. Se convirtió en "solicitante" (es decir, en términos jesuitas: que un jesuita, aunque sigue siendo miembro de su provincia original, es transferido por un tiempo a otra provincia con todos los derechos y obligaciones asociados con la membresía plena). El Colegio siguió siendo su hogar y base hasta 1971.
Vekemans se especializó en la "promoción popular" o "desarrollo popular", creando conciencia sobre las personas analfabetas y, a su parecer, las personas oprimidas.
Se convirtió en director del CIAS, Centro de Investigación y Acción Social (entre 1957 y 1964) y fundó la Escuela de Sociología (actualmente Instituto de Sociología) de la Pontificia Universidad Católica de Chile en Santiago, de la cual fue director entre 1959 y 1964. Desde 1957 trabajó en la revista mensual "Mensaje", fundada en 1951 por Padre Alberto Hurtado (quien fue declarado santo en 2005), y ayudó a transformarla en una de las publicaciones más influyentes en América Latina.
Rodeado por un creciente personal de especialistas en numerosos campos, coordinó sus actividades en DESAL, el Centro de Desarrollo Económico y Social para América Latina (entre 1960 y 1970), que fundó. Desarrolló la "teoría de la marginalidad" que incluía a la gran mayoría de las personas afectadas por la pobreza, que vivían al margen de la sociedad. Desde su punto de vista, él podría liberarlos de esto, desarrollando una serie de iniciativas: construcción de viviendas baratas, unidades de producción cooperativas, centros de salud, sesiones de capacitación para agricultores, líderes sindicales, trabajadores comunitarios. El lema del DESAL "Revolución en libertad" fue adoptado más tarde por la Democracia Cristiana de Eduardo Frei Montalva. Este era sinónimo de pensamiento progresista y de actuar en el espíritu de las encíclicas sociales papales.
Los "lunes de Bellarmino" fueron famosos, donde los expertos en temas sociales examinaron los eventos actuales. El 'padre' también celebró misa para jóvenes economistas todos los domingos y luego estudió con ellos los documentos pertinentes de la iglesia.
Vekemans también participó en la construcción sistemática de una extensa biblioteca sobre economía, sociología, filosofía y teología, que luego se alojó en la biblioteca de la universidad Alberto Hurtado. Desde 1967 hasta 1970 fue miembro del personal de profesores de la facultad de Teología de esta universidad y enseñó la doctrina social de la Iglesia.
Eduardo Frei Montalva ganó las elecciones en 1964 y muchos designaron a Vekemans como uno de los fundadores de este éxito. Había introducido las ideas para la Democracia Cristiana, en dos canciones de "Mensaje" con el tema:
- Revolución y América latina. Visión Cristiana, (diciembre de 1962)
- Reformas revolucionarias y América latina. Visión Cristiana (octubre de 1963).

Para Vekemans, el problema social, no se limitó a Chile, sino que se produjo de una forma u otra en todo el continente, las soluciones requerirían un enfoque internacional. El presidente John F. Kennedy había establecido la Alianza para el Progreso y Vekemans insistió en que la pobreza de los agricultores y trabajadores en América del Sur no debería pasarse por alto convertirse. También apelaron a la generosidad de la iglesia resucitada en Alemania, que se benefició del milagro económico alemán. Vekemans conocía bien al Arzobispo de Colonia, al cardenal Joseph Frings y lo convenció de ayudar a América Latina como una prioridad. En Chile, trabajó principalmente con el cardenal Raúl Silva Henríquez y con Manuel Larraín, el obispo de Talca. Por lo tanto, se le dio un asiento en numerosos consejos y comités episcopales.

## Vida en Colombia
En 1970, el socialista Salvador Allende fue elegido presidente. Para sus partidarios marxistas, la Democracia Cristiana era una espina en el ojo, especialmente debido a su pronunciada interferencia social, que la convertía en un rival formidable. Vekemans se convirtió en "persona non grata" para el régimen y se mudó a Bogotá. Inmediatamente fundó el CEDIAL (Centro de Estudio para el Desarrollo e Integración de América Latina) y fundó la revista trimestral "Tierra Nueva".
Como defensor de la "Tercera Vía" entre el comunismo y el capitalismo, de acuerdo con las pautas de la Iglesia, gradualmente se convirtió en una figura controvertida que fue atacada desde lados opuestos. En los círculos de la teología de la liberación política
fue considerado como el mascarón de proa de la Iglesia burguesa, mientras que los políticos de derecha desconfiaban de él. En 1972, estalló una revuelta contra él en Colombia y algunos querían que fuera deportado como comunista.
En 1973 en Chile se depuso al gobierno del socialista Salvador Allende con un Golpe de Estado. Esto conllevó a una dictadura militar bajo el liderazgo del general Augusto Pinochet la cual se mantuvo hasta 1990 tras la realización de un plebiscito nacional en 1988. En la transición a la democracia, los Vekemans regresaron a Chile.
Los ataques a su persona aumentaron y fue retratado cada vez más como un agente de CIA. Vekemans respondió a esto en 1982 en su publicación "D.C. - CIA - Celam: autopsia del mito Vekemans".

## Últimos años
Aunque permaneció activo en América Latina, primero en Colombia y nuevamente en Santiago de Chile después de 1990, Vekemans nuevamente se convirtió en miembro de la provincia jesuita flamenca desde 1985 en adelante. Esto coincidió con la actividad que asumió como presidente interino de "Iglesia que sufre, Ayuda a la Iglesia en Necesidad - Ayuda del sacerdote oriental".
Después de su regreso a América Latina, permaneció activo para Iglesia que sufre hasta 1994 y dentro de CEDIAL hasta 1999. Sin embargo, los problemas de salud lo obligaron a reducir sus actividades. De los escritos sociales y polémicos, cambió a la espiritualidad y la teología. Pasó una vejez pacífica en la residencia jesuita de Santiago y murió inesperadamente.

## Publicaciones
- L'Amérique latine y devenir: economía, política, religión, París, 1963
- Familia, modernización política y mutación cultural en América Latina, 1965
- Seminario de promoción popular (junto con Ramón Venegas C. Versión), 1966
- Algunos factores psico-sociales que condicionan el sub-desarrollo latinoamericano, 1967
- Iglesia y civilización, 1967
- Integración latinoamericana y solidaridad internacional, 1968
- Lo antidialectico y la dialéctica de Marx, 1969
- 16 estudios de interpretación social latinoamericana (junto con Ismael Fuenzalida), 1969
- Marginalidad e ideología en el desarrollo latinoamericano (junto con Jorge Giusti), 1969
- Iglesia y mundo político. Sacerdocio y política, 1970
- ¿Agonía o resurgimiento? 1970
- Marginalidad, promoción popular e integración latinoamericana (junto con Jorge Giusti e Ismael Silva Fuenzalida), 1970
- Iglesia y mundo político. Sacerdocio y política, 1971
- César y Dios: el sacerdocio y la política, 1972
- Marginalidad, promoción popular y neo-marxismo, críticas y contracríticas ' (junto con Ismael Silva Fuenzalida), 1976.
- Teología de la liberación y cristianos por el socialismo, 1976
- Temi Roventi Alla Luce Del Cuore Di Cristo (junto con Joaquín Lepeley), 1976
- Doctrina social de la Iglesia, hoy, 1980
- D.C., C.I.A., CELAM, autopsia del mito Vekemans, 1982
- The myth Vekemans - Christian Democracy, CIA - CELAM, publicación Vic van Branteghem, 1985

## Literatura
- Jan PORTEIN, Soestdijk contra Allende, en: Kleintje Muurkrant nr 326, 30 de octubre de 1998
- William BLUM, Matar a la esperanza. Intervenciones militares y de la CIA de EE. UU. Desde la Segunda Guerra Mundial, 2003
- Manuel GARATE-CHATEAU, La Michita (1964-1983): la reforma universitaria a una vida en comunidad, Santiago, 2005
- Legado de Roger Vekemans S.J. y nuestro país, en: Cátedra Alberto Hurtado de Liderazgo Social, 5 de noviembre de 2007
- Falleció Roger Vekemans, S.J., en: Mensaje, noviembre de 2007
- Frans MISTIAEN, Roger Vekemans, en: In memoriam Jesuits from Flanders , 2008
- ¿Quién es Roger Vekemans?, En: La Nación, 10 de mayo de 2009
- Caroline SAPPIA, Un Institut des hautes études doctrinales pour l'Amérique Latine à Louvain? . Karthala, 2010.